# Новые Карамалы (Татарстан)
Новые Карамалы — деревня в Муслюмовском районе Татарстана. Входит в состав Старокарамалинского сельского поселения.

## География
Находится в восточной части Татарстана на расстоянии приблизительно 21 км на восток-юго-восток по прямой от районного центра села Муслюмово.

## История
Основана в 1920-х годах.

## Население
Постоянных жителей было: в 1938 году — 301, в 1949—303, в 1958—324, в 1970—310, в 1979—264, в 1989—192, 186 в 2002 году (татары 99 %), 166 в 2010.